# 布里奇維尤 (伊利諾伊州)
布里奇維尤（英語：Bridgeview）是位於美國伊利諾伊州庫克縣的一個村落。

## 地理
布里奇維尤的座標為41°45′00″N 87°48′00″W / 41.75000°N 87.80000°W，而該地最高點為海拔高度189米（即620英尺）。

## 人口
根據2010年美國人口普查的數據，布里奇維尤的面積為10.75平方千米，當中陸地面積為10.75平方千米，而水域面積為0.00平方千米。當地共有人口16446人，而人口密度為每平方千米1,529人。